# Paktija
Paktija (paszto: پکتيا) – prowincja we wschodnim Afganistanie. Jej stolicą jest Gardez. Powierzchnia wynosi 6432 km², a populacja w 2021 wynosiła prawie 623 tys. osób. Składa się ona z 11 powiatów:
- Ahmadzai
- Chamkani
- Dand Wa Patan
- Gardez
- Jani Khel
- Laża Mangal
- Sajed Karam
- Szwak
- Tsamkani
- Zadran
- Zazi
- Zurmat